# Lavalampe
En lavalampe er en dekorativ designgenstand opfundet i 1963 af Edward Craven Walker, der var stifter af det britiske belysningsfirma Mathmos. Lampen indeholder bobler  af farvet voks inde i en glasbeholder fyldt med klar eller farvet gennemsigtig væske. Voksen flyder opad og falder ned igen, i takt med at dens densitet ændres som følge af opvarmning fra en glødelampe i bunden af lampen. Udseendet minder om lava, hvorfra den har fået sit navn. Lamperne er blevet designet i en lang række forskellige farver og designs.